# Serra de Tramuntana
Serra de Tramuntana (katalanska) eller Sierra de Tramontana (spanska)  är en bergskedja som går sydväst-nordöst och utgör norra spanska ön Mallorcas norra viktigaste bergsrygg. Namnet används även för comarcan i samma område.
Dess högsta bergstopp är Puig Major, som, med sina 1 445 meter är det Balearernas högsta berg.
Serra de Na Burguesa är den sydligaste delen av Serra de Tramuntana.
Klimatet i Serra de Tramuntana är betydligt blötare än resten av ön, med noteringar på så mycket som 1 507 mm årsnederbörd. Andra delar av ön har en genomsnittlig årsnederbörd som är mindre än 400 mm. Området är även svalare genom dess höjd och ett par dagar med snö på topparna är inte ovanlig under vintern.

## Världsarv
1996 sattes bergskedjan upp på Spaniens förhandslista (tentativa lista) över planerade världsarvsnomineringar  och 27 juni 2011 blev Serra de Tramuntanas kulturlandskap ett världsarv.